# John Spaulding
John Spaulding auch John Spalding (* 16. Januar 1790 in Sharon, Vermont; † 26. April 1870 in Montpelier, Vermont) war ein US-amerikanischer Kaufmann, Richter und Politiker, der von 1841 bis 1846 State Treasurer von Vermont war.

## Leben
John Spaulding wurde als Sohn von Reuben Spalding (1758–1849) und Jerusha Carpenter Spalding (1768–1827) in Sharon, Vermont, geboren. Im Jahr 1813 zog er nach Montpelier und arbeitete als Angestellter für James Langdon. Später wurde er Partner von Chester Hubbard in der Handelsfirma Hubbard & Spalding; 1821 gründete er zusammen mit James Langdon Langdon & Spalding. Als James Langdon in den Ruhestand gehen wollte, kaufte Spaulding ihn aus und gründete die Firma John & Charles Spalding. Im Jahr 1840 zog er sich zurück und beschäftigte sich mit dem Ackerbau.
Er war Präsident der Old Bank von Montpelier und Präsident der Vermont Mutual Fire Insurance Company. Als Mitglied der Whig Party war er im Jahr 1840 Richter im Washington County und von 1841 bis 1846 State Treasurer von Vermont.
Sein Backsteinhaus an der State Street in Montpelier ist bekannt als das John Spaulding House. Spaulding gehörte zu den ersten Anhängern der Abstinenzbewegung. Er weigerte sich, Alkohol in seinem Laden zu verkaufen und war einer der ersten, die sich weigerten, bei einer öffentlichen Versammlung in seinem Haus Alkohol anzubieten.
John Spaulding heiratete 1814 Sarah Collins; sie hatten fünf Kinder, drei Töchter und zwei Söhne. Spaulding starb am 26. April 1870 in Montpelier.